# Tetrafluoruro di cromo
Il tetrafluoruro di cromo o fluoruro di cromo(IV) è il composto binario con formula CrF4, nel quale il cromo ha lo stato di ossidazione piuttosto inusuale di +4. In condizioni normali è un solido di colore viola quando perfettamente puro, mentre i campioni ottenuti da diverse sintesi possono essere di colorazione varia (verde-nero, marrone) per la presenza di impurezze. Sono note due forme cristalline denominate α-CrF4 e β-CrF4.

## Struttura
La forma α-CrF4 cristallizza nel sistema tetragonale, gruppo spaziale P42/mnm, con costanti di reticolo a = 829,6 pm e c = 373,7 pm, quattro unità di formula per cella elementare, con simmetria D4h. La struttura è formata da coppie di ottaedri CrF6 uniti lungo un lato, collegate in modo da formare colonne.
La forma β-CrF4 cristallizza nel sistema monoclino, gruppo spaziale C/2c, con costanti di reticolo a = 1457,0 pm, b = 972,0 pm e c = 719,0 pm, β = 102,68°, 16 unità di formula per cella elementare. La struttura è formata da cicli di quattro ottaedri CrF6 uniti tramite vertici F, a loro volta collegati in modo da formare colonne.
Allo stato gassoso CrF4 forma molecole tetraedriche isolate; la distanza Cr-F è di 170,6 pm.

## Sintesi
Il tetrafluoruro di cromo fu ottenuto per la prima volta nel 1941 da Hans von Wartenberg riscaldando cromo, tricloruro di cromo o trifluoruro di cromo a 350-500 °C in una corrente di fluoro. In questo modo si ottiene la forma α-CrF4:
{\displaystyle {\ce {Cr + 2 F2 -> CrF4}}}
{\displaystyle {\ce {2 CrCl3 + 4 F2 -> 2 CrF4 + 3 Cl2}}}
{\displaystyle {\ce {2 CrF3 + F2 -> 2 CrF4}}}
La forma β-CrF4 si ottiene per lenta decomposizione termica di CrF5 (130 °C, durata 5 mesi):
{\displaystyle {\ce {2 CrF5 -> 2 CrF4 + F2}}}

## Proprietà e reattività
Il tetrafluoruro di cromo risulta essere un solido poco reattivo, tuttavia viene idrolizzato dall'acqua e con fluoruri può formare le specie CrF−5,  CrF2−6 e CrF3−7.